# 下沃爾沃魯鄉
下沃爾沃魯鄉（羅馬尼亞語：Comuna Vârvoru de Jos, Dolj），是羅馬尼亞的鄉份，位於該國西南部，由多爾日縣負責管轄，面積111平方公里，海拔高度117米，2007年人口2,979，人口密度每平方公里27人。